# WKStV Unitas Ruperto Carola
Der Wissenschaftliche Katholische Studentenverein Unitas Ruperto Carola zu Heidelberg (U!RC) ist ein nicht schlagender und nicht farbentragender Studentenverein an der Ruprecht-Karls-Universität Heidelberg. Er wurde am 11. Juli 1900 gegründet und gehört dem Verband der Wissenschaftlichen Katholischen Studentenvereine Unitas an, einem bundesweiten Netzwerk mit Vereinen in vielen deutschsprachigen Universitätsstädten.

## Geschichte
Am 11. Juli 1900 wurde an der Universität Heidelberg die Unitas Heidelberg durch Bundesbrüder ihrer Muttercorporation der Unitas Freiburg gestiftet. Anfangs diente als Ort der Zusammenkunft das Hotel Luxor, in welchem die Aktiven gemeinsam zu Mittag und Abend aßen und Vereinsfragen besprachen. Aufgrund der geringen Anzahl an Aktiven wurde der Verein dem Verbandsprinzip folgend bald durch Bundesbrüder aus Bonn, München und Freiburg verstärkt. Bis zum Beginn des Ersten Weltkrieges florierten die Mitgliederzahlen; und der Verein konnte bald mehr als 40 Studenten zu seinen aktiven Mitglieder zählen. Im Ersten Weltkrieg waren sechs Bundesbrüder gefallen und gegen Ende des Krieges musste das Hotel Luxor seine Pforten schließen. Die Unitas Heidelberg gewann dennoch zunehmend mehr Mitglieder, sodass bereits am 20. Mai 1931 fünf Heidelberger Bundesbrüder die bis heute fortbestehende Unitas Rheno-Palatia zu Mannheim gründeten.
Ende der 1920er erwarb die Unitas Heidelberg ein Haus in der Klingenteichstraße 19. Im Rahmen der Machtergreifung der Nationalsozialisten und infolge des Heidelberger Spargelessens, welches zum allgemeinen Verbot von Verbindungen führte, geriet zunehmend auch die Unitas in Heidelberg in Bedrängnis. Der Unitas-Verband weigerte sich jedoch als einziger Studenten-Verband, sich selbst aufzulösen. Folglich wurde die Unitas Heidelberg am 20. Juni 1938 mittels des Himmler-Erlasses als staatsfeindliche, katholische Organisation zwangsaufgelöst. Das Haus in der Klingenteichstraße 19 wurde vorher an den Hausmeister überschrieben, um einer Enteignung durch die Waffen-SS zuvorzukommen.
Nachdem 1948 zunächst der Verband der Wissenschaftlichen Katholischen Studentenvereine Unitas wieder mit seiner Arbeit begonnen hatte, dauerte es nicht lange, bis am 20. Februar 1949 in Heidelberg der Aktivenbetrieb wieder aufgenommen wurde. Ein Rückerwerb des Hauses in der Klingenteichstraße 19 war auf Grund der Überschreibung nicht möglich. Nichtsdestotrotz konnte die Unitas Heidelberg in der Nachkriegszeit schnell wieder an Attraktivität gewinnen, sodass sie Ende der 1950er Jahre über 80 studierende Mitglieder zählte. In dieser Zeit wurde auch die Unitas Rheno-Nicaria zu Heidelberg am 29. Juli 1953 durch fünf Heidelberger Bundesbrüder gegründet, welche allerdings bereits im Jahr 1955 sich wieder in die Unitas Heidelberg reintegrierte und einhergehend damit sich suspendierte.
Sechs Jahre später versuchten 17 Heidelberger Unitarier noch einmal einen weiteren Unitasverein in Heidelberg zu gründen, indem am 23. Juli 1959 die Unitas-Kurpfalz gestiftet wurde, welche sich von nun an im Essighaus Plöck regelmäßig traf. Rund ein Jahr später, am 9. Juni 1960, wurde die Unitas-Kurpfalz in den Unitasverband aufgenommen. 18 Monate später erkannte auch die Ruprecht-Karls-Universität Heidelberg den neu gegründeten Verein als akademische Studentenverbindung an.
Sowohl die Unitas-Kurpfalz als auch die Unitas Heidelberg konnten in den folgenden Jahren zunehmend mehr Studenten als Mitglieder gewinnen. 1967 erwarben die beiden Vereine auf der Nordseite des Neckars die Villa Mohr in der Neuenheimer Landstraße 42, welche noch heute das Verbindungshaus für die Unitas in Heidelberg stellt. Trotz schwankender Mitgliederzahlen in den 1970er Jahren engagierten sich die Heidelberger Bundesbrüder zunehmend in dem Verband der Wissenschaftlichen Katholischen Studentenvereine Unitas und richteten 1979 die Generalversammlung des Verbandes aus. In den 1990ern wurden die Mitgliederzahlen wieder stabiler, sodass in den Jahren 1992/1993 die Unitas Kurpfalz zu Heidelberg den Vorort für den Verband der Wissenschaftlichen Katholischen Studentenvereine Unitas stellte.
Die Unitas Kurpfalz stellte am 13. April 2005 einen Suspendierungsantrag mit folgender Begründung: „Um die Aktivitas der Unitas in Heidelberg zu stärken, so dass sich unitarisches Leben vor Ort auch in Zukunft in voller Blüte entfalten kann, strebt die Aktivitas des W.K.St.V. Unitas-Kurpfalz zu Heidelberg an, dem W.K.St.V. Unitas Heidelberg zu Heidelberg beizutreten. Dies geschieht unter dem Vorbehalt, dass sich der W.K.St.V. Unitas Heidelberg zu Heidelberg in den W.K.St.V. Unitas Ruperto Carola zu Heidelberg umbenennt. Somit wird das traditionsreiche Gründungsdatum 11.7.1900 gewahrt.“ Diesem wurde stattgegeben, und es entstand die Unitas Ruperto Carola zu Heidelberg. Der Studentenverein zählt heute ca. 30 Studenten aller Fachrichtungen der Ruprecht-Karls-Universität. Darüber hinaus wird der Verein von einem Alumni-Netzwerk unterstützt, welches sich aus drei Alt-Herren Vereinen, namentlich dem AHV Heidelberg, AHV Kurpfalz und AHV Ruperto Carola zusammensetzt. Zusammengenommen handelt es sich hierbei um ca. 250 ehemalige Mitglieder der Studenten-Vereine Unitas Heidelberg, Unitas Kurpfalz und Unitas Ruperto Carola.
Der Name der Unitas Ruperto Carola zu Heidelberg ist in lateinischer Sprache, welche die erste verbindliche Vorlesungssprache an der Universität war. Hierbei lehnt sich Ruperto an den Gründer der Universität Ruprecht I. an und Carola an Karl Friedrich, welcher sich der Reorganisation der Universität verdient gemacht hat. Die Universität Heidelberg führt denselben Namen ihrer Gründungsväter.

## Frauen und die Unitas in Heidelberg
Entsprechend der Traditionen wurden Kneipen ursprünglich nur von Männern besucht. Der Unitas-Verband öffnete sich jedoch früh, sodass vereinzelt Frauen an inoffiziellen Ausklängen von Vereinskneipen teilnehmen durften. Die Unitas Heidelberg ließ bereits 1909 eine junge Dame im inoffiziellen Teil der Semesterantrittskneipe das Präsidium mit Unterstützung ihres Gemahls, eines Alten Herren, übernehmen. Diese Offenheit ist noch heute vorhanden, wodurch im Jahr 2003 erstmals Frauen auf das Unitas-Haus in Heidelberg zogen. 
 Diese gründeten sodann 2005 mit Unterstützung der Heidelberger Unitarier einen eigenen Unitas-Verein. Heute sind vier der 15 Zimmer auf dem Unitas-Haus dem Damen-Verein vorbehalten, welches damit das einzige Verbindungshaus in Heidelberg mit zwei verschiedenen Vereinen ist.

## Lokale Aktivitäten
Der Studentenverein zählt heute ca. 35 aktive Mitglieder und ist damit die größte Studentenverbindung in Heidelberg. Über das für Studentenverbindungen übliche Semesterprogramm hinaus organisiert die Unitas in Heidelberg mehrere caritative Veranstaltunge im Semester, unter anderem den Spendenlauf Heidelberg, ein Stand auf dem Heidelberger Weihnachtsmarkt sowie ein Stand auf dem Lebendiger Neckar, bei welchen jedes Jahr ein Spendenbetrag im mittleren vierstelligen Bereich zusammenkommt. Unterstützt wurde so beispielsweise das Kinderhospiz Sterntaler in Mannheim, die Heidelberger Flüchtlingsinitiative Each1Teach1, die Kinder- und Jugendhilfeeinrichtung Orthos sowie ein Hilfswerk in Bolivien.

## Bekannte Heidelberger Unitarier
- Adalbert von Neipperg[8] (1890–1948), erster Abt der Abtei Neuburg
- Ludwig Scholz (1937–2005), Oberbürgermeister von Nürnberg
- Karl Person[9] (1887–1956), badischer Politiker
- Albert Ohlmeyer (1905–1998),[10] dritter Abt der Abtei Neuburg
- Josef Harbrecht (1884–1966), Pädagoge und Politiker
- Lothar Gaa (1931–2022), Politiker
- Herbert Scholtissek (1900–1979), Politiker und Richter des Bundesverfassungsgerichts
- Josef Schafheutle[11] (1904–1973), Ministerialdirektor